# Gualdo Cattaneo

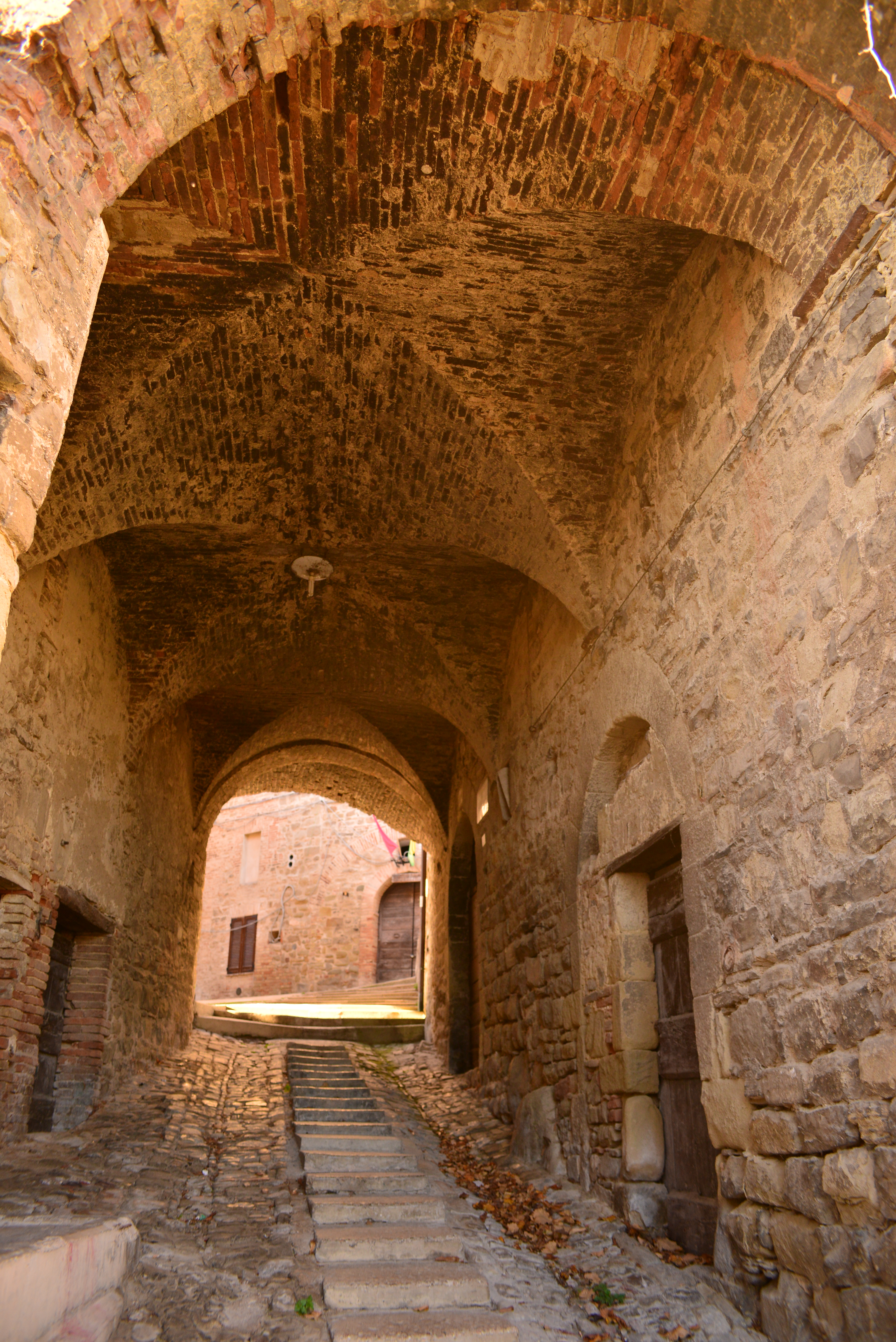

Gualdo Cattaneo (Guàllo in dialetto locale) è un comune italiano di 5 608 abitanti della provincia di Perugia in Umbria, ricco di numerose vestigia del passato come la Rocca sonora e di numerosi castelli come il castello di Speltara e il castello di Simigni. Fa parte dell'unione dei comuni Terre dell'Olio e del Sagrantino per la produzione dell'olio EVO e della DOCG del Montefalco Sagrantino, vitigno autoctono umbro.

## Geografia fisica
Il paese si erge su uno scoglio, quota 446 m s.l.m., che si affaccia a ovest verso la valle del torrente Puglia; a est dal centro del paese sono ben visibili Montefalco e Foligno. Il panorama spazia dal Sasso di Pale fino al Monte Peglia, e in direzione sudovest sono visibili i principali massicci dei Sibillini. Nelle giornate più limpide è possibile vedere il monte Terminillo.
- Classificazione climatica: zona E, 2243 GR/G.

## Storia

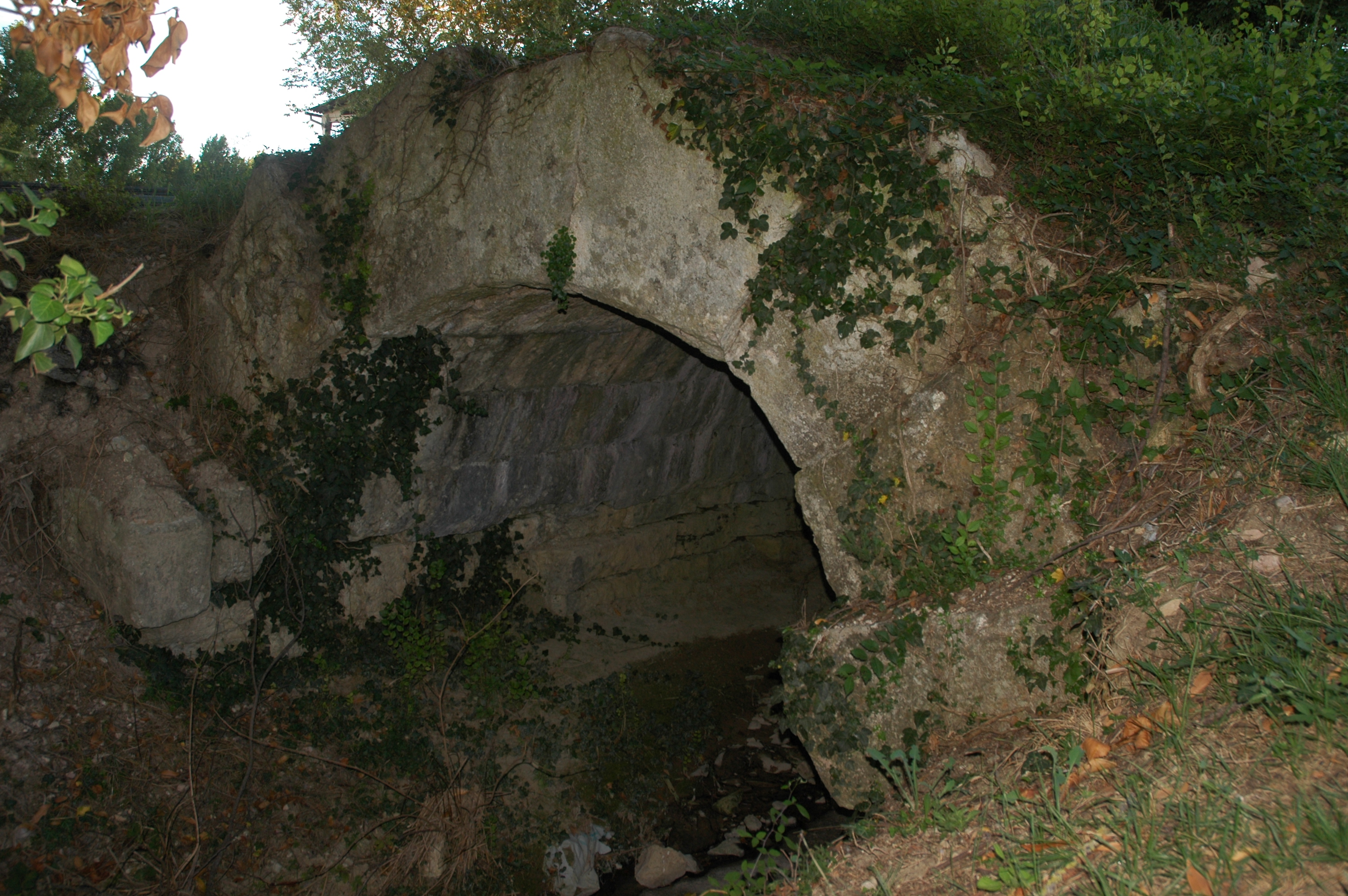
Ponte del Diavolo, loc. Cavallara, parte del tracciato originale della Via Flaminia, età stimabile: 220 a.C.

Non esistono informazioni storiche sufficientemente attendibili che attestino con sicurezza l'antichità del sito. In località Torri risultano effettivamente tombe dell'età della pietra nelle quali sono stati ritrovati oggetti in selce. Nelle vicinanze del paese scorreva la Consolare Flaminia, il cui tracciato più antico da Narni piegava in direzione nord attraversando San Gemini, Carsulae, Vicus Martis (l'odierna Massa Martana) e poi continuava risalendo a Nord dei Monti Martani, giungendo in frazione Cavallara, dove è ancora visibile un solido ed imponente ponte romano in buono stato di conservazione; il manufatto è ad un solo arco a tutto sesto, eretto utilizzando conci ciclopici in travertino. Convenzionalmente, la fondazione del Paese nel sito odierno viene fissata nel 975 d.C., secondo quanto riportato dagli storici locali, che fanno per lo più riferimento allo Jacobilli. Secondo la leggenda, il luogo fu fondato come castello dal conte germanico Edoardo Cattaneo nel 975 come Gualdum Captaneorum. La prima parte del nome deriva dalla parola germanica che indica la foresta (Bald). Nel 1071 la città combatté a fianco di Spoleto contro Foligno, che riuscì a conquistare la città solo nel 1177 sotto il Barbarossa. Già nel 1198 la città apparteneva nuovamente a Spoleto e si sottomise con loro allo Stato Pontificio. I Trinci presero quindi il controllo della città fino al 1439, quando fu nuovamente annessa allo Stato Pontificio. Nel 1493, papa Alessandro VI diede la città in feudo a Foligno. Dopo l'occupazione francese dell'Italia da parte di Napoleone, la città tornò a far parte dello Stato Pontificio fino al 1861. Dopo l'unità d'Italia nel 1861, la popolazione passò da circa 3 170  a 8 000 abitanti nel 1951. Dopo un breve calo negli anni '70, la popolazione è risalita a circa 6 000 abitanti nel 2010.

### Simboli
Lo stemma è stato riconosciuto con DPCM del 23 gennaio 1951. Si presenta partito: da un lato campeggia, su fondo rosso, un cavaliere che schiaccia un drago di verde, stringendo nella destra una spada e nella sinistra uno scudo; dall'altro lato è raffigurata una torre di rosso in campo d'argento, fondata su una campagna di verde e cimata da una bandiera bianca.
Il gonfalone, concesso con DPR del 30 maggio 1953, è un drappo partito di bianco e di rosso.

## Monumenti e luoghi d'interesse

### Architetture religiose
- Chiesa di Sant'Andrea, chiesa del XIV secolo nella frazione di Marcellano, conserva opere di Andrea Polinori.
- Chiesa di Sant'Agostino, chiesa del XII secolo costruita dai benedettini, ripresa dagli agostiniani nel XIII secolo. L'interno custodisce una Crocifissione di Nicolò Alunno, opere del pittore Andrea Polinori e una tela con La Trinità, la Madonna, San Gregorio Magno e  le Anime del Purgatorio di Francesco Providoni[8].
- Chiesa di Sant'Angelo Sconsolo, ex chiesa nella frazione di Marcellano, costruita nel XII secolo.
- Chiesa dei Santi Antonio e Antonino, chiesa risalente al 1260
- Chiesa di San Bartolomeo, chiesa del XIII secolo nella frazione di Barattano
- Chiesa di Santa Maria d'Agello, chiesa di Grutti del XIII secolo
- Chiesa dei Santi Terenziano e Flacco, chiesa dell'XI secolo nella frazione di San Terenziano

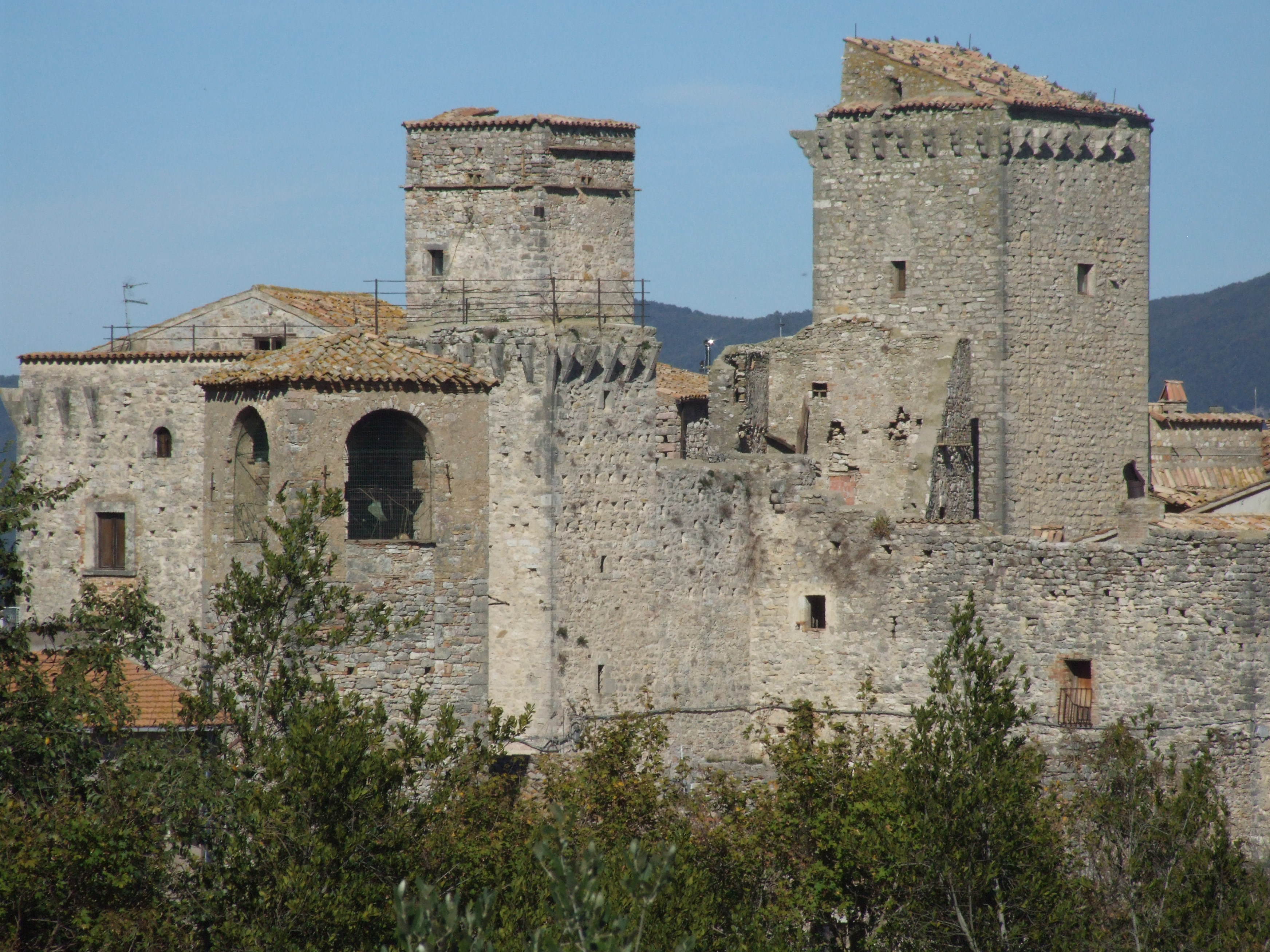
Castello di Barattano

### Architetture militari
- Castello di Simigni
- Castello di Barattano, castello del XIII secolo
- Castello di Grutti, castello del XII secolo
- Castello del Pilota a San Terenziano, castello del XIV secolo
- Castello di Speltara, castello del XIII secolo nei pressi della frazione di San Terenziano[9]
- Forte di Gregorio XII, fortezza fatta costruire nel 1415 da Gregorio XII nella frazione di Pomonte
- Rocca di Gualdo Cattaneo, costruita dal 1494 al 1498 dai signori di Foligno su una più antica costruzione della famiglia Trinci.

## Società

### Evoluzione demografica
Abitanti censiti

### Etnie e minoranze straniere
Secondo i dati ISTAT al 31 dicembre 2010 la popolazione straniera residente era di 925 persone. Le nazionalità maggiormente rappresentate in base alla loro percentuale sul totale della popolazione residente erano:
- Macedonia del Nord 326 5,04%
- Romania 286 4,42%
- Marocco 76 1,17%

## Amministrazione
| Periodo          | Periodo        | Primo cittadino        | Partito                                                       | Carica  | Note   |
| ---------------- | -------------- | ---------------------- | ------------------------------------------------------------- | ------- | ------ |
| 9 settembre 1985 | 30 giugno 1990 | Basilio Becchetti      | Partito Comunista Italiano                                    | Sindaco | [ 12 ] |
| 9 luglio 1990    | 23 aprile 1995 | Basilio Becchetti      | Partito Comunista Italiano Partito Democratico della Sinistra | Sindaco | [ 12 ] |
| 24 aprile 1995   | 13 giugno 1999 | Basilio Becchetti      | Lista civica                                                  | Sindaco | [ 12 ] |
| 14 giugno 1999   | 13 giugno 2004 | Gianfranco Giancarlini | Centro-sinistra                                               | Sindaco | [ 12 ] |
| 14 giugno 2004   | 7 giugno 2009  | Gianfranco Giancarlini | Lista civica                                                  | Sindaco | [ 12 ] |
| 8 giugno 2009    | 26 maggio 2014 | Andrea Pensi           | Lista civica                                                  | Sindaco | [ 12 ] |
| 27 maggio 2014   | 26 maggio 2019 | Andrea Pensi           | Il nostro miglior futuro                                      | Sindaco | [ 12 ] |
| 27 maggio 2019   | in carica      | Enrico Valentini       | Obiettivo Gualdo                                              | Sindaco | [ 12 ] |